# Campionato mondiale di Formula 1
Il Campionato mondiale di Formula 1 (ufficialmente in inglese FIA Formula One World Championship e fino al 1980 Campionato Mondiale Piloti) è un campionato mondiale automobilistico per vetture di Formula 1 organizzato annualmente dalla Fédération Internationale de l'Automobile (FIA), il più importante organismo per la regolamentazione di competizioni automobilistiche a carattere internazionale.
La prima edizione del campionato si è svolta nel 1950 ed è unanimemente ritenuto la massima espressione dell'automobilismo.

## Descrizione
Il campionato mondiale di Formula 1 è composto da un numero variabile di gare che vengono disputate in vari Paesi del mondo tra la primavera e l'autunno. In particolare è composto da gare di velocità per le quali il regolamento più recente prevede una durata massima della gara di due ore.
Nei primi anni il numero di gare, la cui percorrenza era maggiore di quella attuale, è variato da un minimo di 7 ad un massimo di 11. Col passare degli anni tale numero è aumentato sempre più fino ad attestarsi negli ultimi anni tra 16 e 21. Attualmente tutte le gare del campionato sono dei Gran Premi. In passato non sempre è stato così. Fino al 1960 infatti una delle gare del campionato è stata la 500 Miglia di Indianapolis, le cui vetture partecipanti erano teoricamente ammesse alle altre gare del mondiale. Ma al di fuori di Indianapolis, vi fu una sola partecipazione ad opera di Rodger Ward al Gran Premio degli Stati Uniti del 1959.
Nel periodo 1952-1953, esclusa la 500 Miglia di Indianapolis, il titolo fu conteso con vetture di Formula 2, vetture ammesse, ma fuori classifica, anche in alcune gare del 1966-1967 e 1969.
Di norma la gara si svolge di domenica mentre i due giorni antecedenti sono dedicati alle prove e alle qualificazioni: normalmente il venerdì e il sabato, saltuariamente il giovedì e il sabato. Attualmente il giovedì e il venerdì sono dedicati alle prove, il sabato alle prove e alle qualificazioni. In passato anche il giovedì e il venerdì, oltre che alle prove, erano dedicati alle qualificazioni, mentre la domenica, oltre che alla gara, era dedicata alle prove (durante il cosiddetto warm up).
Le gare si svolgono principalmente su due tipi di circuiti: stradali e cittadini.

## Campionati e titolo assegnato
Il campionato mondiale di Formula 1 assegna due titoli:
- Campionato mondiale piloti di Formula 1;
- Campionato mondiale costruttori di Formula 1.

Il primo assegna il titolo di Campione del Mondo di Formula 1 al miglior pilota, il secondo il medesimo titolo al miglior costruttore, con quest'ultimo che viene però assegnato solo dall'edizione del 1958.
Dalla stagione 2007 è stato introdotto un ulteriore trofeo, chiamato DHL Fastest Lap Award, assegnato al pilota che ottiene più giri più veloci in gara, durante il campionato. Successivamente, nelle stagioni 2014 e 2015, vengono introdotti due ulteriori trofei, chiamati rispettivamente Trofeo Pole FIA (FIA Pole Trophy) e DHL Fastest Pit Stop Award: il primo viene assegnato al pilota che ottiene il maggior numero di pole position durante il campionato, mentre il secondo viene assegnato alla scuderia che, nel corso di una stagione, ottiene i migliori risultati, in termini di tempo, nei cambi degli pneumatici effettuati nel corso dei Gran Premi.
Un ulteriore riconoscimento, denominato Driver of the Day, viene inserito a partire dalla stagione 2016. Durante il Gran Premio, i telespettatori votano il pilota che, secondo la loro preferenza, si è maggiormente espresso durante la gara. Il pilota che riceve la percentuale di votazione più alta ottiene il premio.
Durante la stagione 2021 vengono istituiti due nuovi premi: il primo chiamato Workday Agility Award, nel quale viene premiato il team in grado di attuare la strategia migliore durante un Gran Premio, con l'obiettivo di dare risalto al valore tecnico degli ingegneri del muretto box, chiamati a prendere spesso decisioni importanti e cruciali nell'arco di pochi secondi; il secondo denominato Crypto.com Overtake Award, assegnato inizialmente al pilota protagonista del maggior numero di manovre di sorpasso effettuate durante la stagione, successivamente assegnato al pilota che viene premiato per più gare, come l'autore del sorpasso migliore della gara, e dal 2023 assegnato mensilmente, venendo scelto dai tifosi fra una serie di manovre di sorpasso.

## Albo d'oro
| N° | Anno | Gare | Campione del mondo piloti | Campione del mondo piloti | Campione del mondo costruttori |
| N° | Anno | Gare | Pilota                    | Costruttore               | Campione del mondo costruttori |
| -- | ---- | ---- | ------------------------- | ------------------------- | ------------------------------ |
| 1  | 1950 | 7    | Giuseppe Farina           | Alfa Romeo                | —                              |
| 2  | 1951 | 8    | Juan Manuel Fangio        | Alfa Romeo                | —                              |
| 3  | 1952 | 8    | Alberto Ascari            | Ferrari                   | —                              |
| 4  | 1953 | 9    | Alberto Ascari            | Ferrari                   | —                              |
| 5  | 1954 | 9    | Juan Manuel Fangio        | Maserati Mercedes         | —                              |
| 6  | 1955 | 7    | Juan Manuel Fangio        | Mercedes                  | —                              |
| 7  | 1956 | 8    | Juan Manuel Fangio        | Ferrari                   | —                              |
| 8  | 1957 | 8    | Juan Manuel Fangio        | Maserati                  | —                              |
| 9  | 1958 | 11   | Mike Hawthorn             | Ferrari                   | Vanwall                        |
| 10 | 1959 | 9    | Jack Brabham              | Cooper                    | Cooper                         |
| 11 | 1960 | 10   | Jack Brabham              | Cooper                    | Cooper                         |
| 12 | 1961 | 8    | Phil Hill                 | Ferrari                   | Ferrari                        |
| 13 | 1962 | 9    | Graham Hill               | BRM                       | BRM                            |
| 14 | 1963 | 10   | Jim Clark                 | Lotus                     | Lotus                          |
| 15 | 1964 | 10   | John Surtees              | Ferrari                   | Ferrari                        |
| 16 | 1965 | 10   | Jim Clark                 | Lotus                     | Lotus                          |
| 17 | 1966 | 9    | Jack Brabham              | Brabham                   | Brabham                        |
| 18 | 1967 | 11   | Denny Hulme               | Brabham                   | Brabham                        |
| 19 | 1968 | 12   | Graham Hill               | Lotus                     | Lotus                          |
| 20 | 1969 | 11   | Jackie Stewart            | Matra                     | Matra                          |
| 21 | 1970 | 13   | Jochen Rindt              | Lotus                     | Lotus                          |
| 22 | 1971 | 11   | Jackie Stewart            | Tyrrell                   | Tyrrell                        |
| 23 | 1972 | 12   | Emerson Fittipaldi        | Lotus                     | Lotus                          |
| 24 | 1973 | 15   | Jackie Stewart            | Tyrrell                   | Lotus                          |
| 25 | 1974 | 15   | Emerson Fittipaldi        | McLaren                   | McLaren                        |
| 26 | 1975 | 14   | Niki Lauda                | Ferrari                   | Ferrari                        |
| 27 | 1976 | 16   | James Hunt                | McLaren                   | Ferrari                        |
| 28 | 1977 | 17   | Niki Lauda                | Ferrari                   | Ferrari                        |
| 29 | 1978 | 16   | Mario Andretti            | Lotus                     | Lotus                          |
| 30 | 1979 | 15   | Jody Scheckter            | Ferrari                   | Ferrari                        |
| 31 | 1980 | 14   | Alan Jones                | Williams                  | Williams                       |
| 32 | 1981 | 15   | Nelson Piquet             | Brabham                   | Williams                       |
| 33 | 1982 | 16   | Keke Rosberg              | Williams                  | Ferrari                        |
| 34 | 1983 | 15   | Nelson Piquet             | Brabham                   | Ferrari                        |
| 35 | 1984 | 16   | Niki Lauda                | McLaren                   | McLaren                        |
| 36 | 1985 | 16   | Alain Prost               | McLaren                   | McLaren                        |
| 37 | 1986 | 16   | Alain Prost               | McLaren                   | Williams                       |
| 38 | 1987 | 16   | Nelson Piquet             | Williams                  | Williams                       |
| 39 | 1988 | 16   | Ayrton Senna              | McLaren                   | McLaren                        |
| 40 | 1989 | 16   | Alain Prost               | McLaren                   | McLaren                        |
| 41 | 1990 | 16   | Ayrton Senna              | McLaren                   | McLaren                        |
| 42 | 1991 | 16   | Ayrton Senna              | McLaren                   | McLaren                        |
| 43 | 1992 | 16   | Nigel Mansell             | Williams                  | Williams                       |
| 44 | 1993 | 16   | Alain Prost               | Williams                  | Williams                       |
| 45 | 1994 | 16   | Michael Schumacher        | Benetton                  | Williams                       |
| 46 | 1995 | 17   | Michael Schumacher        | Benetton                  | Benetton                       |
| 47 | 1996 | 16   | Damon Hill                | Williams                  | Williams                       |
| 48 | 1997 | 17   | Jacques Villeneuve        | Williams                  | Williams                       |
| 49 | 1998 | 16   | Mika Häkkinen             | McLaren                   | McLaren                        |
| 50 | 1999 | 16   | Mika Häkkinen             | McLaren                   | Ferrari                        |
| 51 | 2000 | 17   | Michael Schumacher        | Ferrari                   | Ferrari                        |
| 52 | 2001 | 17   | Michael Schumacher        | Ferrari                   | Ferrari                        |
| 53 | 2002 | 17   | Michael Schumacher        | Ferrari                   | Ferrari                        |
| 54 | 2003 | 16   | Michael Schumacher        | Ferrari                   | Ferrari                        |
| 55 | 2004 | 18   | Michael Schumacher        | Ferrari                   | Ferrari                        |
| 56 | 2005 | 19   | Fernando Alonso           | Renault                   | Renault                        |
| 57 | 2006 | 18   | Fernando Alonso           | Renault                   | Renault                        |
| 58 | 2007 | 17   | Kimi Räikkönen            | Ferrari                   | Ferrari                        |
| 59 | 2008 | 18   | Lewis Hamilton            | McLaren                   | Ferrari                        |
| 60 | 2009 | 17   | Jenson Button             | Brawn                     | Brawn                          |
| 61 | 2010 | 19   | Sebastian Vettel          | Red Bull                  | Red Bull                       |
| 62 | 2011 | 19   | Sebastian Vettel          | Red Bull                  | Red Bull                       |
| 63 | 2012 | 20   | Sebastian Vettel          | Red Bull                  | Red Bull                       |
| 64 | 2013 | 19   | Sebastian Vettel          | Red Bull                  | Red Bull                       |
| 65 | 2014 | 19   | Lewis Hamilton            | Mercedes                  | Mercedes                       |
| 66 | 2015 | 19   | Lewis Hamilton            | Mercedes                  | Mercedes                       |
| 67 | 2016 | 21   | Nico Rosberg              | Mercedes                  | Mercedes                       |
| 68 | 2017 | 20   | Lewis Hamilton            | Mercedes                  | Mercedes                       |
| 69 | 2018 | 21   | Lewis Hamilton            | Mercedes                  | Mercedes                       |
| 70 | 2019 | 21   | Lewis Hamilton            | Mercedes                  | Mercedes                       |
| 71 | 2020 | 17   | Lewis Hamilton            | Mercedes                  | Mercedes                       |
| 72 | 2021 | 22   | Max Verstappen            | Red Bull                  | Mercedes                       |
| 73 | 2022 | 22   | Max Verstappen            | Red Bull                  | Red Bull                       |
| 74 | 2023 | 22   | Max Verstappen            | Red Bull                  | Red Bull                       |
| 75 | 2024 | 24   | Max Verstappen            | Red Bull                  | McLaren                        |

## Statistiche
La tabella seguente mostra come sono ripartiti tra le nazioni i 142 titoli di campione del mondo fino ad oggi assegnati. Quindici sono le nazioni che hanno vinto il campionato mondiale piloti, mentre sono solo cinque le nazioni hanno vinto il campionato mondiale costruttori.
| Nazione       | Titoli di campione del mondo | Titoli di campione del mondo | Titoli di campione del mondo |
| Nazione       | Piloti                       | Costruttori                  | Totali                       |
| ------------- | ---------------------------- | ---------------------------- | ---------------------------- |
| Regno Unito   | 20                           | 34                           | 54                           |
| Germania      | 12                           | 8                            | 20                           |
| Italia        | 3                            | 16                           | 19                           |
| Brasile       | 8                            | 0                            | 8                            |
| Austria       | 4                            | 6                            | 10                           |
| Francia       | 4                            | 3                            | 7                            |
| Argentina     | 5                            | 0                            | 5                            |
| Australia     | 4                            | 0                            | 4                            |
| Finlandia     | 4                            | 0                            | 4                            |
| Paesi Bassi   | 4                            | 0                            | 4                            |
| Spagna        | 2                            | 0                            | 2                            |
| Stati Uniti   | 2                            | 0                            | 2                            |
| Canada        | 1                            | 0                            | 1                            |
| Nuova Zelanda | 1                            | 0                            | 1                            |
| Sudafrica     | 1                            | 0                            | 1                            |
| Totale        | 75                           | 67                           | 142                          |

| Nazione       | Numero di piloti campioni del mondo per nazione                                           |
| ------------- | ----------------------------------------------------------------------------------------- |
| Regno Unito   | 10 (Hawthorn, G. Hill, Clark, Surtees, Stewart, Hunt, Mansell, D. Hill, Hamilton, Button) |
| Brasile       | 3 (Fittipaldi, Piquet, Senna)                                                             |
| Finlandia     | 3 (K. Rosberg, Häkkinen, Räikkönen)                                                       |
| Germania      | 3 (Schumacher, Vettel, N. Rosberg)                                                        |
| Italia        | 2 (Farina, Ascari)                                                                        |
| Australia     | 2 (Brabham, Jones)                                                                        |
| Stati Uniti   | 2 (P. Hill, Andretti)                                                                     |
| Austria       | 2 (Rindt, Lauda)                                                                          |
| Argentina     | 1 (Fangio)                                                                                |
| Nuova Zelanda | 1 (Hulme)                                                                                 |
| Sudafrica     | 1 (Scheckter)                                                                             |
| Francia       | 1 (Prost)                                                                                 |
| Canada        | 1 (Villeneuve)                                                                            |
| Spagna        | 1 (Alonso)                                                                                |
| Paesi Bassi   | 1 (Verstappen)                                                                            |

## Loghi

Logo della Formula 1 usato dal 1987 al 1993.
Logo della Formula 1 usato dal 1994 al 2017.
Logo della Formula 1 in uso dal 2018.[9]
Logo celebrativo della Formula 1, usato nel 2020 per i 70 anni della categoria.
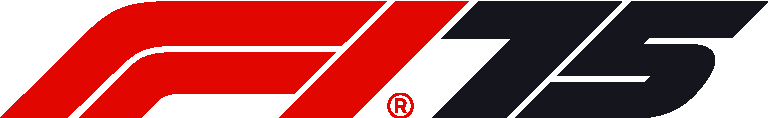
Logo celebrativo della Formula 1, in uso nel 2025 per i 75 anni della categoria.